# Отисак спора
Отисак спора или отрусина је својеврстан генетски запис гљиве. Са њега се могу читати многе важне информације о појединој врсти гљива. Овом методом одређује се боја, облик ламела и величина шешира. Отисак спора је најпоузданији начин за детерминацију гљива.

## Изглед отиска и спора у њему
Поједине споре (труске) које дозревају у плодишту (трусишту) сувише су мале да би се виделе голим оком. Међутим, кад се из трусишта проспе дебљи слој спора, оне се виде као отрусина или отисак спора. Боја отрусине поуздан је знак за распознавање појединих врста и група гљива. На зрелим гљивама трусиште често поприма боју дозрелих спора.

## Прикупљање гљива за узимање отиска
О отрусини се мора мислити већ приликом брања гљива. Неопходно је спречити да се помешају отрусине, односно споре разних врста. Зато се поједине гљиве не смеју међусобно додиривати. Чим се уберу, сваку је потребно посебно замотамо у мек чист папир.

## Техника узимања отиска спора
Отисак спора лако је направити. Узме се развијен примерак гљиве и ножићем се одвоји дршка од „шешира”. Тако припремљен „шешир” постави се на парче стакла или безбојног целофана, окренут надоле страном на којој су ламеле (листићи на доњој страни „шешира” печурке — плодиште). Тако постављен „шешир” поклопи се посудом да се не осуши и постави се на равну подлогу, да одстоји око 24 сата. Пожељно је да посуда буде провидна (стаклена) да би се боље пратио процес „бацања” спора. После подизања шешира на подлози остаје отисак (отрусина), направљен од огромног броја спора, који осликава ламеле гљива. Уколико су споре светле боје стакло или целофан са спорама може се ставити на папир у боји, али миколози препоручују употребу само белог папира, јер обојени папир понекад ствара погрешан утисак о њиховој боји. Ипак, најпоузданија детерминација гљива обавља се посматрањем спора помоћу микроскопа.

## Детерминација гљива помоћу отиска спора
Помоћу отиска спора првенствено се детерминише боја спора. Осим тога може се сазнати да ли је реч о рупичавки или листићарки, да ли су листићи ретки или чести, да ли су витичасти или прави. Такође се може сазнати да ли гљива има централну или латералну дршку, док се по величини отиска може сазнати да ли је реч о ситнијој или крупнијој врсти гљиве итд. Код детерминације сличних врста гљива, такозваних „двојника” узимање отисака спора може разрешити дилему да ли је убрана гљива јестива или отровна врста. Тако, на пример: 
- споре заводнице су бело-жућкасте, а лисичарке бледожуте;
- споре магленке су крем-беле, а оловасте рудолиске боје печене цигле;
- споре зелене пупавке су беле, а шампињона тамнобраон итд.[4]

- отисак гљиве рупичавке (Suillus luteus - осинац или борова масленка)
- отисак гљиве листићарке (Entoloma conferendum)
- шешир виђен одоздо, са листићима (слика доле) и отисак спора, које су испале из листића (слика горе)